# Jankamrah
Jankamrah (tiếng Ả Rập: جنكمرة; cũng đánh vần Jen Kamrah) là một ngôi làng ở phía bắc Syria nằm ở phía tây Homs thuộc tỉnh Homs. Theo Cục Thống kê Trung ương Syria, Jankamrah có dân số 1.514 trong cuộc điều tra dân số năm 2004. Cư dân của nó chủ yếu là Kitô hữu và Alawites.